# Eduard von Bauernfeld
Eduard von Bauernfeld (Vienna, 1802 – 1890) è stato un drammaturgo tedesco.
Fin da giovane manifestò tendenze liberali, che gli valsero un posto di riguardo nella vita politica viennese.
Divenuto fedele amico di Franz Grillparzer, dopo qualche tentativo nella tragedia, seppe prendere in giro nella giusta misura la borghesia mittleuropea dell''800, con la commedia di costume.
Oltre che con Grillparzer, Bauernfeld era legato da rapporti di amicizia con altre notevoli personalità dell'epoca come Moritz von Schwind, Franz Schubert, Franz von Schober, Ernst von Feuchtersleben, Nikolaus Lenau, Johann Gabriel Seidl.
Le sue commedie furono rappresentate al Burgtheater, tra le quali si ricorda Borghese e romantico (Bürgerlich und romantisch, 1835).
Di tendenze liberali, approfondì nelle sue opere il problema della libertà, del matrimonio, dei pregiudizi sociali, ma sempre con una dose di bonomia, in uno stile fluido e discorsivo, dimostrando buone doti di mestiere scenico.

## Opere
- 1823 Der Magnetiseur (Lustspiel)
- 1831 Leichtsinn aus Liebe
- 1834 Das letzte Abenteuer (Lustspiel)
- 1840 Zwei Familien (Drama)
- 1840 Die Geschwister von Nürnberg (Lustspiel)
- 1846 Großjährig (Lustspiel)
- 1872 Aus Alt- und Neu-Wien